# مهرجان شرم الشيخ السينمائي
مهرجان شرم الشيخ السينمائي أو مهرجان شرم الشيخ للسينما العربية والأوروبية والآسيوية، هو مهرجان سينمائي ينظم في مدينة شرم الشيخ في مصر. يتم تنظيم المهرجان تحت رعاية وزارة الثقافة والسياحة والشباب ومحافظة جنوب سيناء مؤسسة «نون للثقافة والفنون» المنظمة لمهرجان. , والسيد جمال زايدة هو رئيس المهرجان.

## اهداف المهرجان
- مهرجان شرم الشيخ السينمائي يهدف إلى تعزيز الوعي السينمائي والتعريف بالأعمال السينمائية، والسمعية والبصرية المتميزة، من خلال عرض ما يقرب من 60 فيلمًا عالميا وعربيًا وإتاحة الفرصة أمام العاملين في الحقل السينمائي بالعالم العربي والأوروبي إلى اقامة حوار بين السينما العربية والأوروبية بهدف تبادل الخبرات وفتح أسواق للأفلام الأوروبية والأمريكية في البلاد العربية وللأفلام العربية في أوروبا.
- الهدف من إقامة المؤتمر بشرم الشيخ هو إلقاء الضوء على المدينة ودعم السياحة؛ حيث إن المهرجانات جسر للتواصل ونشر الثقافة.

## دورات ومواعيد المهرجان
- الدورة الأولى للمهرجان: في الفترة من 5 لـ 11 مارس 2017
- الدورة الثانية للمهرجان: في الفترة من 3 إلى 9 مارس 2018 (اقامة الحفل بقاعة المؤتمرات الكبرى بمدينة شرم الشيخ)
- الدورة الثالثة للمهرجان: في الفترة من 3إلى 8 مارس 2019 (في المنتجع المطل على البحرالأحمر في شرق مصر)[1]

## وصلات خارجية
- الموقع الرسمي للمهرجان على شبكة الانترنيت